# Bachte-Maria-Leerne
Bachte-Maria-Leerne est une section de la ville belge de Deinze située en Région flamande dans la province de Flandre-Orientale, elle regroupe les paroisses de Sint-Maria-Leerne et Bachte, réunies en 1823. C'était une commune à part entière avant la fusion des communes de 1977.

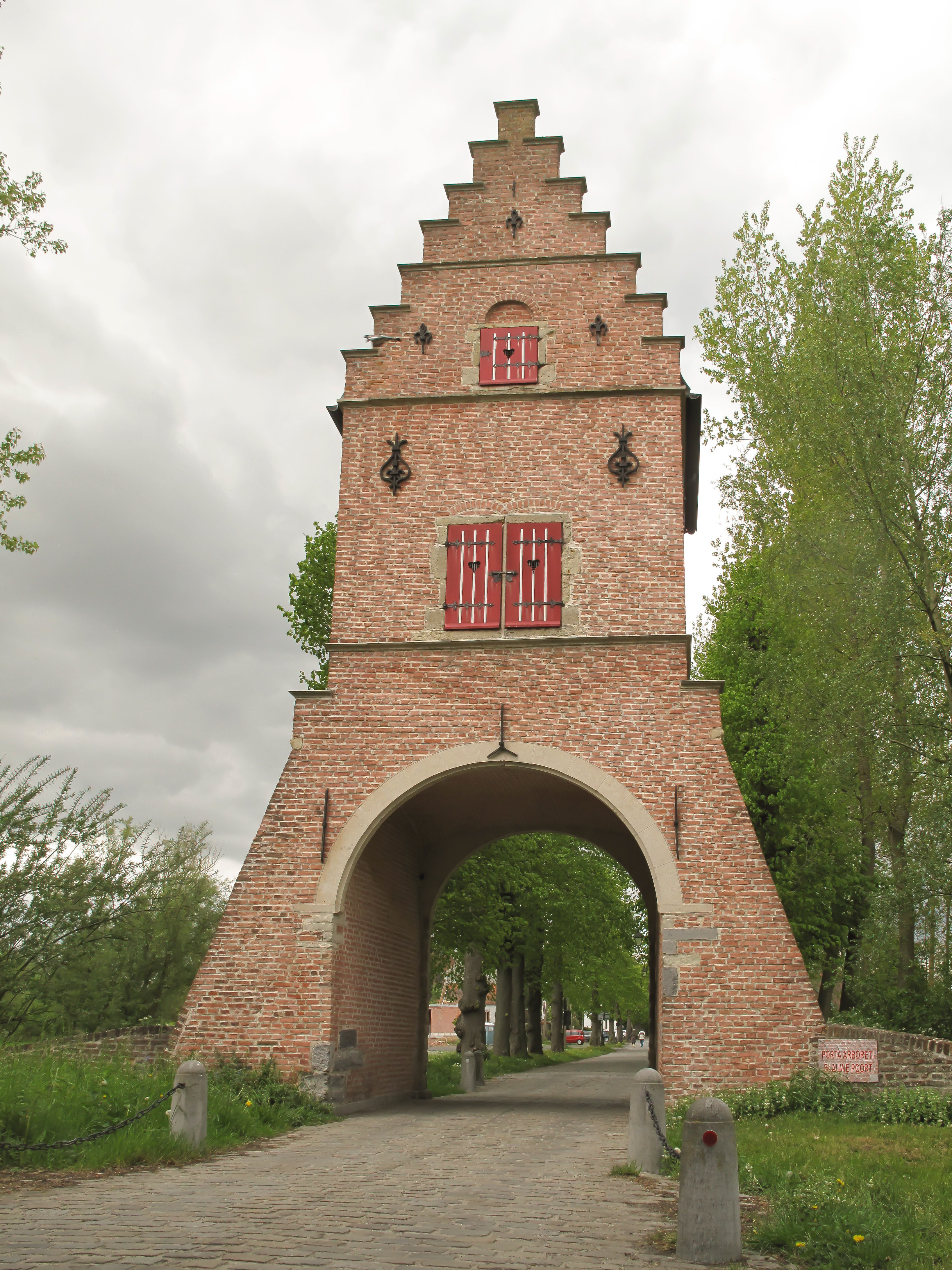
La Porte Bleue ou Blauwe Poort (porte d'entrée du château d'Ooidonk)

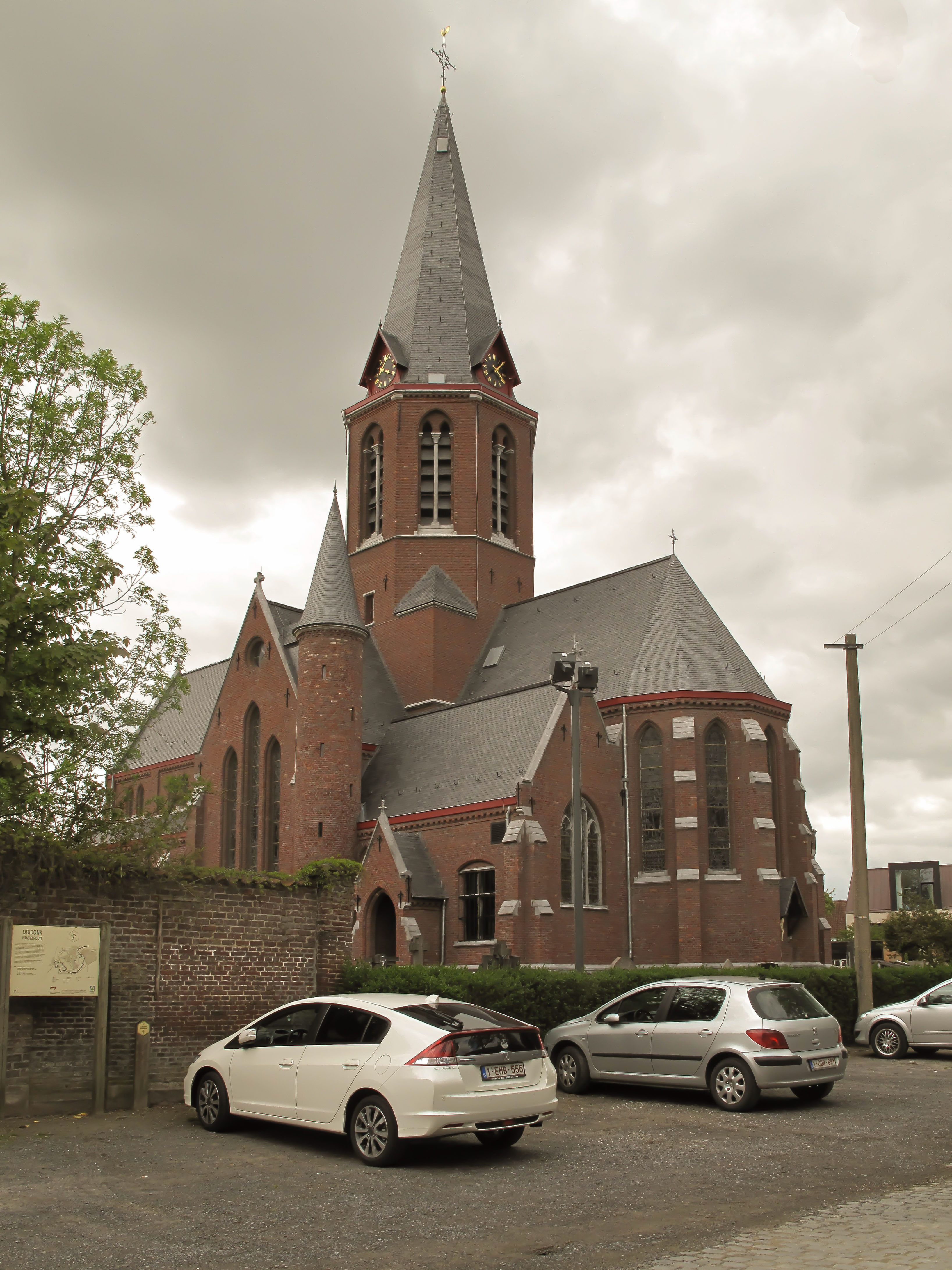
L'église Saint-Pierre et Paul

## Démographie

### Évolution démographique
- Sources : INS, Rem. : 1831 jusqu'en 1970 = recensements, 1976 = nombre d'habitants au 31 décembre[2].